# General Stud Book
Das General Stud Book (GSB) ist das Zuchtbuch des Englischen Vollbluts. Es dient als Abstammungsnachweis in Form von Registern verteilt auf mehrere Bücher.

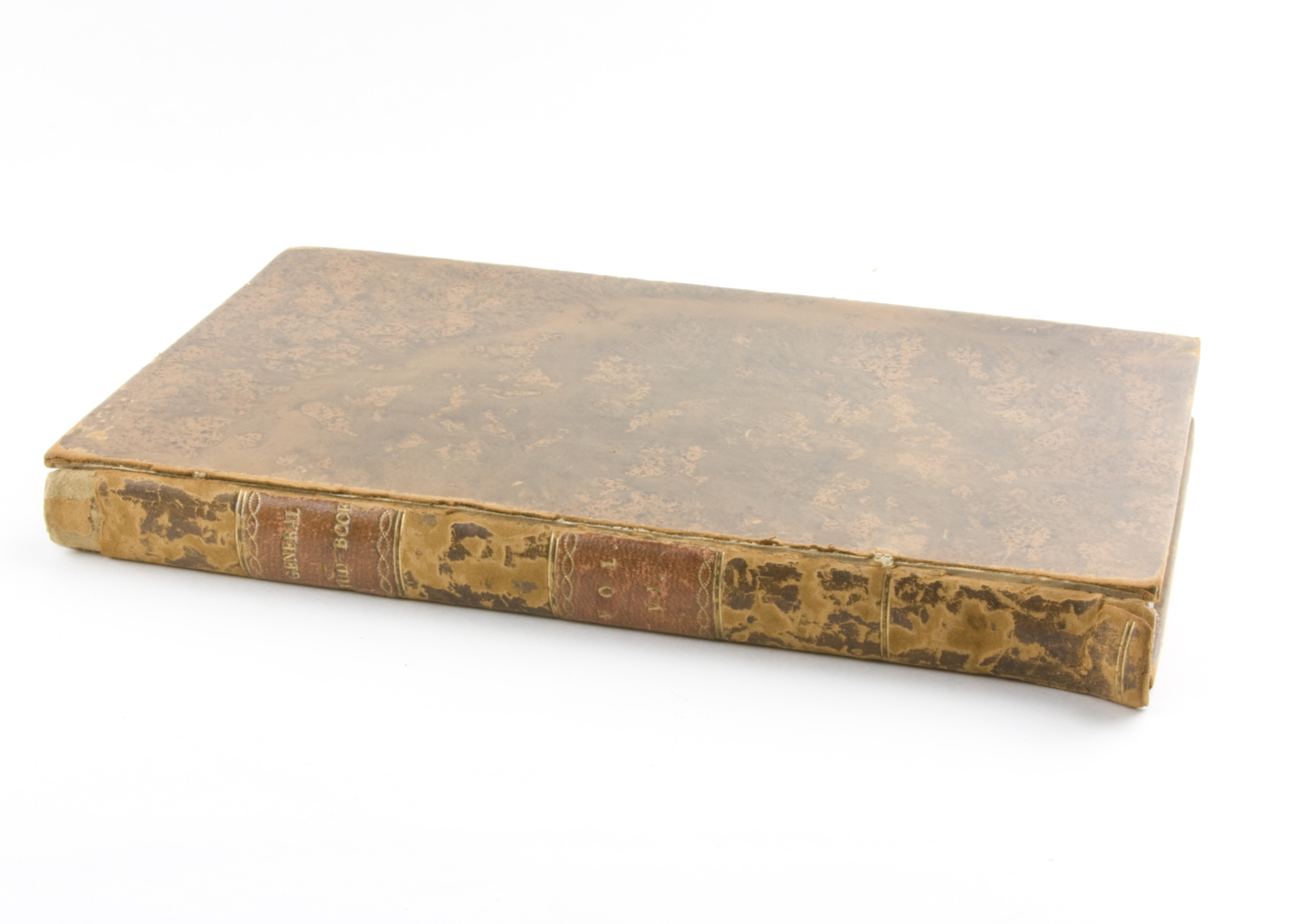
Band 6 des General Stud Book von 1857

## Geschichte
Das General Stud Book wurde erstmals 1793 von James Weatherby herausgegeben, nachdem er 1791 ein Vorbuch dazu veröffentlicht hatte. Grund dieser Veröffentlichungen war die unübersichtliche Zucht- und Rennsituation in England im 18. Jahrhundert, so dass der um 1751 gegründete Jockey Club den Auftrag gab, die verstreuten Daten über Zuchtergebnisse in einem einzigen Stutbuch zusammenzufassen. Die erste Ausgabe umfasste die Namen und Daten von ca. 5500 Pferden. Die Abstammung der Pferde wurde so weit wie möglich zurückverfolgt. In den folgenden Jahren wurde das Stud Book Schritt für Schritt erweitert und korrigiert und lag schließlich 1808 vollständig vor.

### Regeln
Um das Jahr 1800 erkannten die Züchter in England, dass ein weiteres Einkreuzen von orientalischen Pferden keine Verbesserung mehr brachte, und das Buch wurde geschlossen. Nun wurden nur noch Nachkommen von bereits eingetragenen Stuten und Hengsten in das GSB aufgenommen (sog. »Reinzucht«). Zu diesem Zeitpunkt entstand auch die Bezeichnung „Thoroughbred“ für die neu geschaffene Rasse. Das Wort bedeutet „sorgfältig durchgezüchtet“. Das Prinzip des geschlossenen Stutbuches brachte jedoch auch Probleme mit sich, denn etwa 100 Jahre nach seiner Entstehung waren einige aus Amerika reimportierte englische Vollblüter (u. a. Durbar II) nicht eintragungsfähig. Die Abstammung von Lexington, dem Großvater von Durbar II, war nicht vollständig zu klären, so dass zahlreiche seiner Nachkommen nicht eingetragen werden konnten.

### Ergänzungen
Als 1948 zwei klassische Rennen in England von Pferden (My Babu und Black Tarquin) gewonnen wurden, die nach den bestehenden strengen Eintragungsregeln nicht als reine Englische Vollblüter anzusehen waren, wurden die Regeln von 1913 (sog. »Jersey Act«) gelockert: Von nun an mussten eintragungsfähige Pferde acht Generationen reines Blut aufweisen (ca. 100 Jahre) und sie mussten Rennleistungen erbracht haben, die nur auf die Reinheit ihres Blutes zurückzuführen waren.

## Internationale Bücher
Ahnennachweise analog zum englischen GSB werden heute in allen Ländern geführt, in denen das Englische Vollblutpferd gezüchtet wird (z. B. mit dem »ADGB« – Allgemeines Deutschen Gestütbuch – in Deutschland durch das Direktorium für Vollblutzucht und Rennen, Köln). Durch eine internationale Vereinbarung aus den 1970er-Jahren erkennen die Vollblutzüchterverbände der meisten Länder die Gestütbucheintragungen der Vollblutzüchterverbände anderer Länder an, damit war der Streit über unsichere Abstammungen, die infolge des Zweiten Weltkriegs entstanden waren (sog. »Beutepferde«) beigelegt und ein problemloser internationaler Handel mit Englischen Vollblütern wurde ermöglicht.